# Cuirasse
La cuirasse (bas latin coriaceus, du latin classique corium, cuir) est une pièce d'armure formée d'une ou de plusieurs pièces de métal ou de matériau rigide, destinée à protéger la poitrine (depuis les épaules jusqu'à la ceinture), constituée d'un plastron (protégeant le torse) et d'une dossière (haut du dos), le plus souvent portée par un soldat.
Par extension, elle désigne le blindage des cuirassés apparus au XIXe siècle.

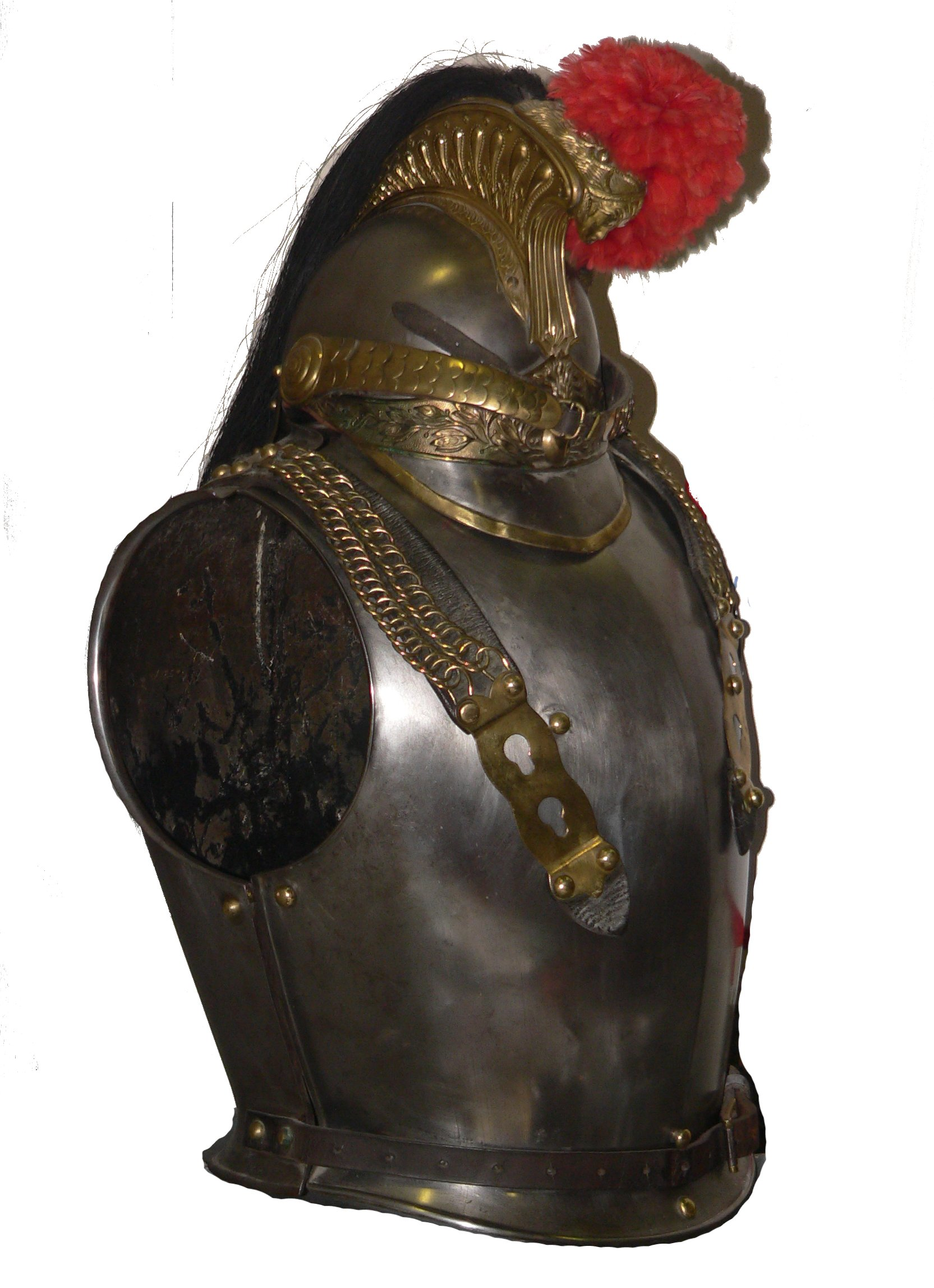
Cuirasse de cavalerie française, 1854

## Étymologie
Du latin tardif coriacea (vestis) « (vêtement) de cuir ».

## Histoire

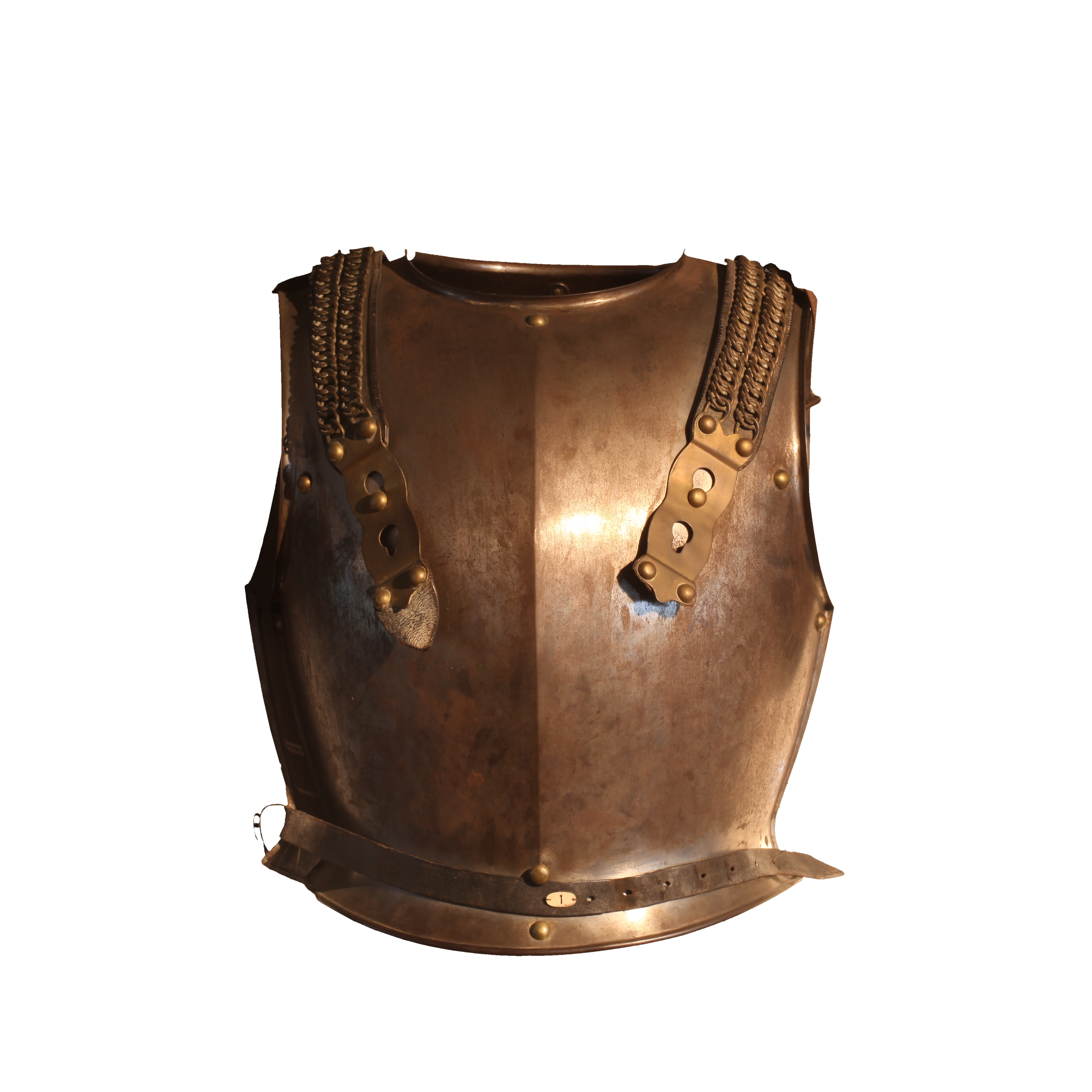
Cuirasse en fer dont l'arête médiane, très busquée, indique une pièce du XVIe siècle-XVIIe siècle

Dès la préhistoire, les hommes se protègent par un plastron en cuir (généralement bouilli puis moulé pour avoir la forme voulue), voire en peaux, écaille de tortue, bois ou plaquettes d’os.
La musculature du tronc masculin a été idéalisée au cours de l'époque hellénistique et romaine sous la forme de la cuirasse musculaire et parfois embellie avec une représentation symbolique en relief, comme dans la sculpture romaine Auguste de Prima Porta. L'équipement militaire de l'Antiquité classique est habituellement constitué de cuirasses et corselets en bronze, fer ou toute autre substance rigide. Ainsi les hoplites portent des cuirasses en bronze mais aussi en lin (linothorax). Après le désastre de la prise de Rome (vers -390) les légions romaines abandonnent les cuirasses de bronze au profit des Lorica squamata ou des Lorica hamata.
Au Moyen Âge, se développent les broignes puis les armure de plates dont le matériau principal est le fer.
Le déclin de l'armure au XVIIe siècle n'entraîne pas la disparition de la cuirasse en tant que protection militaire, comme en témoigne leur utilisation chez les cuirassiers dont des régiments blindés gardent encore le nom au XXIe siècle.